# Scharlachschnäpper

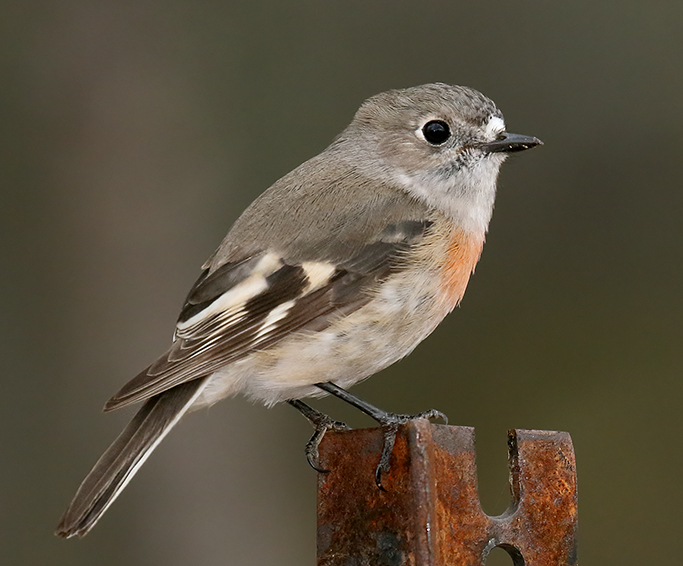
Scharlachschnäpper, Weibchen

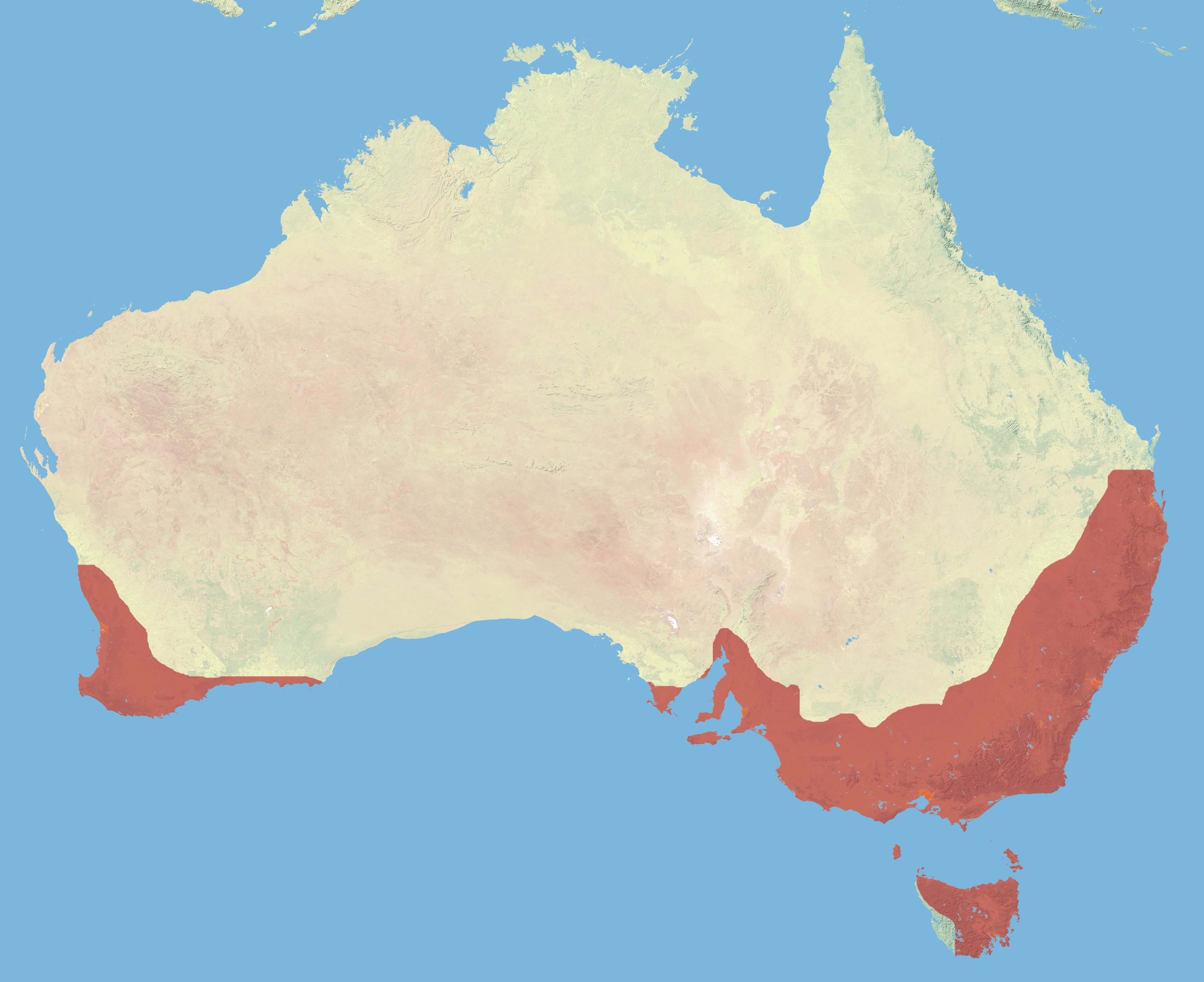
Verbreitungsgebiet

Der Scharlachschnäpper (Petroica boodang), zuweilen auch Australienscharlachschnäpper genannt, ist ein in Australien und Tasmanien vorkommender Singvogel aus der Familie der Schnäpper (Petroicidae).

## Merkmale
Scharlachschnäpper erreichen eine Körperlänge von 12,0 bis 13,5 Zentimetern und ein Gewicht von 12,0 bis 14,0 Gramm. Zwischen den Geschlechtern besteht bezüglich der Gefiederfarbe ein deutlicher Sexualdimorphismus. Lediglich bei den Männchen sind Kopf, Kehle, Rücken und Bürzel schwarz. Brust und Bauchansatz sind kräftig erdbeerrot („scharlachrot“) gefärbt. An der Stirn hebt sich ein deutlicher weißer Fleck ab. Die überwiegend schwarzen Flügel zeigen eine weiße Flügelbinde und schmale weißliche Markierungen. Die Steuerfedern sind schwarz, Flanken und Steiß weiß. Die ähnlich gezeichneten Weibchen sind deutlich schlichter gefärbt. Sie sind auf der Körperoberseite graubraun und auf der Körperunterseite ockerfarben. Die Brust zeigt nur einen kleinen blass orangeroten Bereich. Der Schnabel ist bei beiden Geschlechtern schwarz, die Iris sowie Beine und Füße sind dunkelbraun.

## Verbreitung, Unterarten und Lebensraum
Der Scharlachschnäpper kommt ausschließlich in Australien und Tasmanien vor. Neben der im Südosten Australiens vorkommenden Nominatform Petroica boodang boodang sind zwei weitere Unterarten bekannt:
- Petroica boodang campelli Sharpe, 1898 – in Südwestaustralien
- Petroica boodang leggii Sharpe, 1879 – auf Tasmanien sowie der in der Bass-Straße liegenden Flinders Island.[3][1]

Hauptlebensraum der Art sind lichte Eukalyptuswälder. Außerhalb der Brutsaison wandert sie auch in offene Gebiete, die sich in Richtung der Mitte Australiens befinden.

## Lebensweise
Die Vögel ernähren sich von Gliederfüßern (Arthropods), die sie am Erdboden oder in niedriger Vegetation suchen. Die Brutsaison fällt in die Monate Juli bis Februar. Meist erfolgen zwei bis drei Bruten, in seltenen Fällen bis zu fünf. Das tassenförmige Nest hat einen äußeren Durchmesser von 7,0 bis 8,9 Zentimetern und wird in der Regel in einer durchschnittlichen Höhe von sechs Metern (variiert zwischen 0 und 24 m) über dem Boden, bevorzugt auf einem waagerechten Ast angelegt. Es wird aus dürren Gräsern, Moos und kleinen Rindenstreifen hergestellt, mit Spinnenfäden verflochten und mit Tierhaaren und Federn ausgepolstert. Für den Nestbau ist das Weibchen zuständig, das es in drei bis neun Tagen fertigstellt und danach mit drei Eiern versieht, die in 14 bis 18 Tagen ausgebrütet werden. Die Jungen werden von beiden Eltern mit Nahrung versorgt. Sie verlassen das Nest nach 16 bis 18 Tagen. Der Bruterfolg beträgt zwischen acht und 40 %. Als Brutparasiten treten zuweilen der Fächerschwanzkuckuck (Cacomantis flabelliformis), der Buschkuckuck (Cacomantis variolosus), der Blasskuckuck (Cuculus pallidus) oder der Glanzbronzekuckuck (Chrysococcyx lucidus) auf.

## Gefährdung
In seinen Vorkommensgebieten ist der Scharlachschnäpper weit verbreitet, zuweilen zahlreich und wird demzufolge von der Weltnaturschutzorganisation IUCN als  „least concern = nicht gefährdet“ klassifiziert. Aufgrund von Abholzungen in Brutgebieten sind zwar einige Lebensräume verloren gegangen, die Art ist jedoch insgesamt nicht bedroht. Zuweilen wurden Gebiete, in denen nach Buschfeuern dichtes Unterholz vernichtet wurde neu besiedelt.